# Dishnicë
Dishnicë là một xã trong quận Përmet thuộc hạt Gjirokastër, Albania. Dân số năm 2005 là 2289 người.